# Хольтзе
Хольтзе (нем. Holtsee) — община в Германии, в земле Шлезвиг-Гольштейн. 
Входит в состав района Рендсбург-Экернфёрде. Подчиняется управлению Виттензее.  Население составляет 1366 человек (на 31 декабря 2010 года). Занимает площадь 21,71 км².